# Menhirs de Chyšky
Le menhirs de Chyšky sont deux mégalithes situés près de la commune de Chyšky, en République tchèque.

## Situation
Ils se dressent dans une forêt de pins, à environ 2 kilomètres au nord de Chyšky, et à environ 70 kilomètres au sud de Prague.

## Description
Le menhir no 1 mesure 1,30 m de hauteur et à vaguement la forme d'un hachereau ou d'un biface ; le menhir no 2, plus grand et moins large, mesure 2,20 m de hauteur.